# ナゴヤドーム
ナゴヤドームは、愛知県名古屋市東区大幸南一丁目に所在するドーム球場。プロ野球・セントラル・リーグ（セ・リーグ）の中日ドラゴンズが専用球場（本拠地）として使用している。
2021年から興和が命名権を取得しており、「バンテリンドーム ナゴヤ」の呼称を使用している。
本項では、同球場を運営する企業の株式会社ナゴヤドームについても述べる。

## 概要
1994年8月8日より三菱重工業大幸工場の跡地で建設を着工（8月23日に起工）、1997年2月18日に完工し、同年3月12日に、同市中川区露橋にあるナゴヤ球場（旧・中日スタヂアム／中日球場）に代わる中日ドラゴンズの本拠地として開場した。
球場名はナゴヤ球場の表記に倣い、カタカナの「ナゴヤドーム」となった。これについて公式ページでは、片仮名でナゴヤを書くと八画となって縁起がいいこと、また、幅広い年代から親しまれることを願う、と説明している（名古屋市章に関連性を求めるナゴヤ球場職員の証言も参照）。プロ野球以外では、大規模コンサートやイベントの会場として使用されている。
略記される場合、ドーム開場後も練習場や中日二軍の本拠地として使用されているナゴヤ球場との混同を避けるため、ナゴヤ球場の略記として使われてきた「ナゴヤ」ではなく「ナゴド」「ナゴヤD」とされることが多い。ベースボール・マガジン社から刊行される雑誌では「ナゴヤド」「ナ・ド」の表記も見られる。
2020年12月には開場以来初となる命名権（ネーミングライツ）を興和が取得した。名称は「バンテリンドーム ナゴヤ」で、契約期間は2021年1月からの5年間。
読売ジャイアンツ（巨人）を除くセ・リーグの各球団はナゴヤドームを苦手とする傾向があり、特に阪神タイガースは開場から2021年シーズンまでの312試合中110勝195敗と大きく負け越している。さらに当球場でノーヒットノーランを二度献上しているのも阪神である。このためスポーツ新聞ではしばしば「鬼門」と表現されることもある。
愛知県・名古屋市を始めとした中部地方の自治体や出先機関、地元マスメディアなどでは面積や体積を換算する慣用単位として「ナゴヤドーム（バンテリンドーム ナゴヤ）○個分」という表現が用いられる場合がある。

## 施設概要

### 施設データ
建物全体
- 敷地面積：104,447m²
- 建築面積：48,169m²
- 延床面積：119,445m²
- 階数：地上6階（一部中2階）
- 高さ：地上66.9m
- 直径：屋根外形230m、ラチス部分183.6m

フィールド
- 両翼：100m
- 中堅：122m
- 左右中間：116m
- グラウンド面積：13,400m²
- 外野フェンスの高さ：4.8m
- 内外野：縮毛ロングパイル人工芝（ミズノ製MS Craft Baseball Turf[12]）
- 天井最高点：グラウンド面より64.3m

スタンド
- 収容人数：40,500人（下段席：約26,500席・中段席：約2,000席・上段席：約10,000席・立見：約2,000席、内野席：約27,600席・外野席：約12,380席・レストラン等：約520席）
  - プロ野球開催時収容人数：36,370人（立見と外野席バックスクリーン部分を除いた数値）
  - 車椅子席：24席（一塁側3Fに10席、三塁側3Fにグループボックスと合わせて14席）

スコアボード
- ソニー製大型LED表示装置2基[13]（呼称はメインは「106ビジョン」[注 1]とされる）
- 大きさ：メインは横幅約106m[注 2]で面積1060m²、サブは横幅20mで面積100m²。
  - 106ビジョンは縦9.92m×横35.52mの三菱電機製オーロラビジョンを3つ並べた3面構成となっていたが、2025年シーズンより1面構成にリニューアルされた。
  - サブビジョンについても同年より縦4.2m×横15.12mのものから横幅20mの大型ビジョンに更新され、視認性が向上している。

照明
- LED照明（発光ダイオード）：690灯（フィールド照明：570灯、空間照明：48灯、観客席照明24灯、停電時の補助照明48灯）
  - プロ野球開催時：バッテリー間2,500ルクス、内野2,000ルクス、外野1,650ルクス
  - 2018年、開場以来初めて照明装置を更新した。すべてをLED照明に変更し、設置台数も削減。明るさはこれまでと同じだが、消費電力およびCO2排出量は約60％削減された。
  - 2017年までは、より天然に近い色にするため高演色メタルハライドランプを使用していた。これは野球におけるボールの見え方を重視して設計されたものである。フィールド照明1058灯、空間照明48灯、観客席照明24灯、停電時の補助照明48灯。プロ野球開催時には780灯点灯していた。
- フルカラーLED投光器：102灯

### フィールド

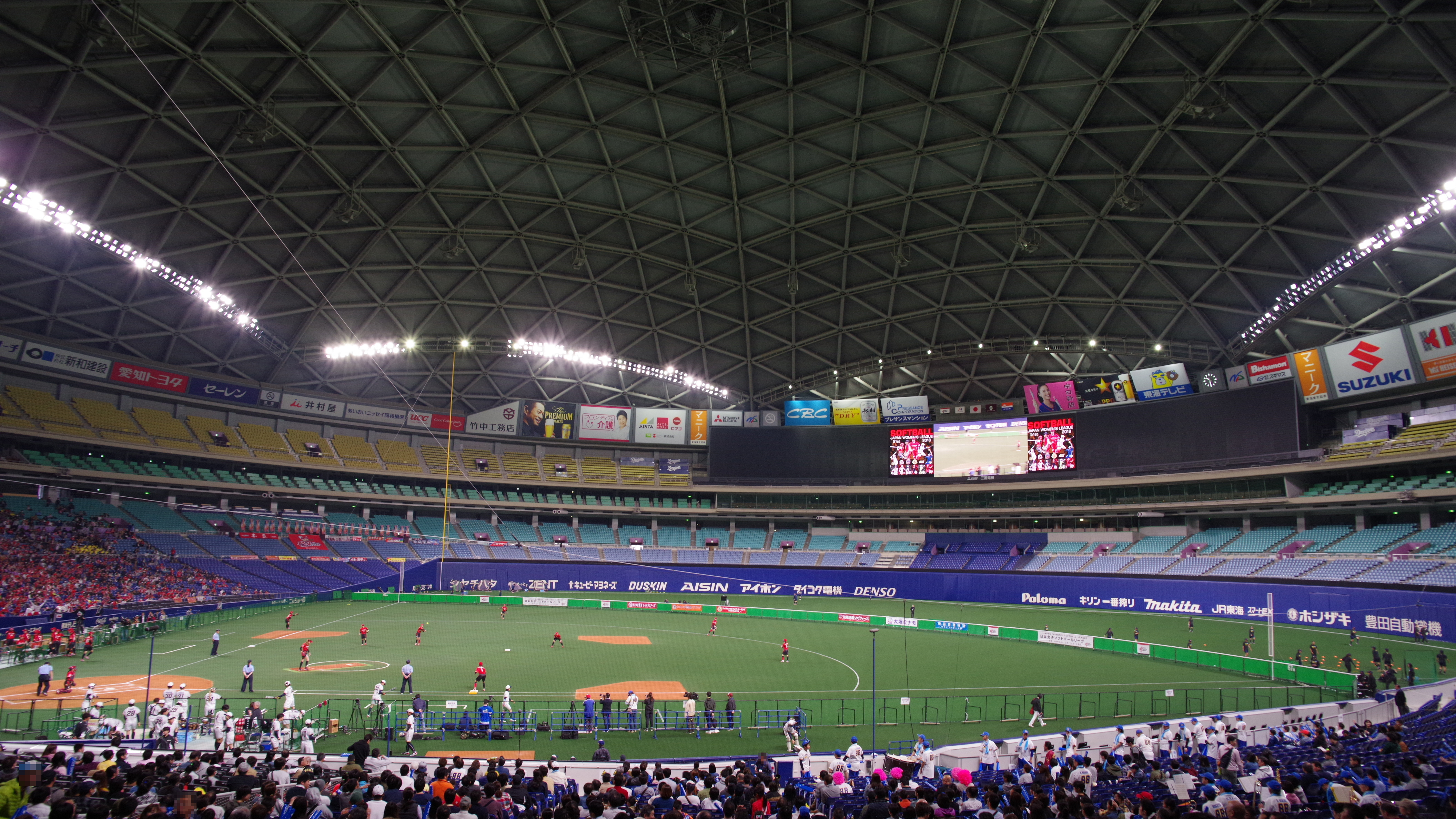
一塁内野スタンドからのフィールド

両翼100m、中堅122m、左右中間116mと、日本国内で近年に建設されているプロ用の野球場としては一般的な広さである。他のセ・リーグの本拠地球場に比べ、その広さと外野フェンスの高さによってホームラン（本塁打）が出にくいとされる。実際、ナゴヤドーム移転後に2019年時点までに年間30本塁打以上を記録した中日の日本人選手は福留孝介・和田一浩の2人のみであり、両名とも中日所属、他球団所属のいずれにおいても本塁打王は獲得できていない。一方で外国人選手ではレオ・ゴメス、タイロン・ウッズ、トニ・ブランコ、アレックス・ゲレーロの4人が年間30本塁打を記録しており、ゴメス以外の3人は本塁打王のタイトルを獲得している。したがって、投手が有利な球場となっており、中日球団は当ドームに移転して以降、投手力を前面に出したチーム編成を行っている。ファウルグラウンドは円形球場としては標準的な広さであるが、スタンドの設計の都合による弓形の出っ張りが特徴となっている。
グラウンドは、開場当初から2021年まではショートパイル人工芝で、コンサートなどでは巻き取られて収納されていたが、2022年シーズンより、従来のショートパイルの巻き取り式からロングパイルの固定式に変更することとなった。これにより天然芝により近い感触となり、選手への負担軽減が期待されている。張替えは2002年春、2006年春、2011年春、2018年春、2021年秋の5度行われている。3〜5代目の人工芝は天然芝に近い感触の特殊な繊維を使った長短2種類のパイルとクッション材を使用していた。初代と3〜5代目のものは全面芝色一色であったが、2代目のものは塁間およびダイヤモンドとグラスラインの間やウォーニングゾーンに土色の着色を施した総天然芝風のものであった。また4代目は3代目以前より濃い芝色を、5代目はさらに濃い芝色を採用していた。6代目（現行）は、本球場では初となる濃淡二色の芝色を採用して順目・逆目風の縞模様に配し、またウォーニングゾーンには2代目のような土色の着色が施されている。なお初代のものは中京大学硬式野球部へ、2代目のものは三重中京大学野球部へ、3代目は中京大中京高校野球部に譲渡された。他には、ナゴヤ球場のファウルグラウンド部にも再利用されている。また、ナゴヤドーム3階にある「ドラゴンズワールド」（後述）内には、歴代の人工芝のサンプルが展示されており、手で触れる事も可能である。
設計時にサッカーの公式戦開催を視野にいれており、スタンドの移動で野球型（扇形）からフットボール型（縦型長方形）や展示会型（横型長方形）となる。プロサッカーの開催時には巻き取り式の台座に植えた天然芝（ビッグエッグターフ）の使用も考えられていたが、現在は使用の見込みはない（後述）。
マウンドは固めで速球派の投手が投げやすいと言われている。中日以外の他球団の投手によると、3塁側ブルペンのものは高さ・傾斜が異なるという評判がある。ただし監督時代の落合博満は「ナゴヤドームにあるブルペンのマウンドは、グラウンドのマウンドと全く同じ状況を再現している。そのためホーム、アウェー関係なく投手はみな投げやすい。他球場のブルペンのマウンドは、言葉は悪いが適当な作りで、グラウンドのマウンドに立ったとき、投手たちの多くは軽く違和感を覚える」と否定する発言をしている。なおマウンドの土は2016年に札幌ドームと同じ固さ、2019年にはメジャーと同程度の固さと、それぞれより固いマウンドにリニューアルされている。また、2016年シーズンよりマウンド後方に中日ドラゴンズのロゴマーク（CDマーク）が描かれるようになった。通常の配色は白であるが、イベント等によりアレンジされる場合もある。
ダッグアウトは2016年シーズンに改修され、オーソドックスなシッティングタイプからメジャー方式のスタンディングタイプに変更されている。

#### 外野フェンス
フェンス際での観客によるトラブルを避けるため、フェンス最上部のやや奥に手すりがあり、プレイ域内に観客が手を出せないようになっている。また手すり付近およびフェンスと客席の間の隙間は、フェンスを越えた打球が跳ね返らないようにするほか、観客が落ちた際の安全性を確保するためにラバーで保護されている。この部分に当たった打球はフィールドに戻ってきたとしても本塁打になると定められている。2005年5月14日の中日対福岡ソフトバンク戦では、7回裏に福留孝介が和田毅から放った打球がフェンス上部に直撃、当初誤って三塁打と判定されたが、訂正され本塁打になるという一件があった。そのため当初水色だったラバーの色も、2006年の修繕時には白球に紛れにくい紺色に変更された。
2016年シーズンより、外野フェンスの素材を京セラドーム大阪と同じクッション性のよい物に変更されている。

#### ファウルポール
開場時のファウルポールは高さ13.2m（グラウンドレベルからの高さは18m）であったが、本塁打かどうかを識別しやすいように2009年8月14日からポール（内側の金網はなし）を継ぎ足し高さを36.2m（グラウンドレベルからの高さは41m）とした。屋根からワイヤーでポール最上部を固定している。これは中日の落合博満監督の発案で、セントラル・リーグが2009年8月より試験的にホームランの判定材料にビデオ記録を導入したことに異論を唱えた落合が「ビデオって簡単に言うが、野球はアメフトと違いプレーを止めるスポーツではない。それより審判が見やすいように改善するのが先決」として、ポールを高くしたという。解説者の中日OB木俣達彦は「ブランコポール」と名付けている。

### スタンド
スタンドの基本的な設計は、横浜スタジアムや福岡ドームでも採用された可動席を持つフットボール兼用の円形球場のものである。ただしフットボール形態（公式サイトではサッカー・アメフト形態と表記）でのフィールドの方向は異なっている。
固定スタンドは真円のドーナツ型であり、内部に三日月形の可動席1対（3,340席×2）とバックネット裏可動席（850席）を設置し、円状に回転（最大120度）することによって3つのスタイルに変えることができる。フットボール形態ではバックネット裏にある貴賓席や報道席をメインスタンド正面にできるようになっている（従来の2球場ではサイドスタンドになる）。真円のグラウンド面には3本のレールが同心円状に配置され、この上を鋼製車輪を持つ可動席が動いて所定の位置でロックされる。なお札幌ドームではこの方式からバックネット裏可動席を省いたものが採用されている。三日月形の可動席は前列中央に弓形の切り欠きをつくり前列の座席数を増やすことによって、同じグラウンド規模の福岡ドームや後に建設された札幌ドームよりも固定スタンドや外野フェンスの高さを抑えている。ただ東京ドームなどに比べればやはり全般的にスタンドが高すぎると指摘されており、落下の危険性の他、自分の席に近い塀際が見えず、バックネットに近い内野席ではホームベースが、一塁（三塁）側内野席の一部では一塁（三塁）が見えにくいという意見も多い。
内外野ともに三層式であるが、外野が二層以上の球場は同時期の1997年3月1日に開場した大阪ドーム（命名権契約に基づき、2006年7月1日より京セラドーム大阪）とともに日本で初めての構造となった。但し、上層部は大阪ドームほどせり出しておらず、外野も含め下層部は上段でもバックスクリーンが見やすくなっている。下段席は1 - 3階、中段席は4階、上段席は5階に当たる。中段席は「プライムシート」と呼ばれ、他とは違ったシートが設置されている。
球団の公式サイトにアクセスバナーがある、事前に座席位置を検索出来る｢シートサーチ｣には2種類あり、球団営業部が取扱いを担当する中段席を除く"一般席"は｢ドラゴンズシートサーチ｣で、ナゴヤドーム営業部が取り扱いを担当する中段席は｢プライムシートサーチ｣で検索出来る。
また、各種イベントにも対応できるようにバックスクリーンにも段差と座席が設けられている。ホーム方向からは一面が中日ドラゴンズのチームカラーと同じ濃い青色に見えるように塗装が施されており、野球の試合時はバックスクリーンとして立ち入り禁止となる。観客が誤って侵入する事を防ぐ為に、同エリアの出入り口付近には警備員が常駐している。
座席は基本的に内野は折りたたみ式、外野は固定式である。下段内野前列の可動席の全てが青色、下段内野中列・下段外野前列（2階スタンド内通路より下側）が水色、下段後列（2階スタンド内通路より上側）が薄い緑色、docomo 5G プライムツイン（後述）が黒色、上段はすべてクリーム色の座席となっており、座席の色がほぼ一色である他球場とは対照的である。ナゴヤドームのパンフレットによれば深海（2階下段）に太陽の光（5階席）が差しているのを座席色のグラデーションで再現したとのこと。
3階コンコースへは、地下駐車場より直接来られるようになっており、車椅子席購入者専用の駐車スペースも用意され車での来場が容易となっている。
4階には「プライムシート」が、3階に当たる下段席最上段には放送席（バックネット裏）と「アリーナビューレストラン」（センター後方）があり、他はコンコースとなっている。このコンコースは立見席（2,000席分）であり手すりも設置されていたが現在は一部を車椅子席とする他は使用されず、手すりも車椅子席部分以外は撤去され立見禁止の掲示もされている。
2011年オフの改修によって、全席にカップホルダーが設置された。それまでは外野席には設置されていなかった。尚、内野と外野で、設置場所が異なっている。内野は前列の座席間の隙間、外野は座っている座席の真下後方。
2013年より一部シーズンシートがリニューアルされた。ネット裏の年間予約席の名称変更がなされる（スーパーダイヤモンドシート→プラチナシート）のと同時に（ダイヤモンドシート・プラチナシート）がクッション性に優れたものに変更された。尚、このリニューアルによって、両シーズンシートの座席の色が赤に統一され、配置されているエリアは新たに仕切りで囲われて「高級感」を演出している。エリア自体にも「エグゼクティブエリア」という名称が付いている。このエリアは一般席としても運用されている他の内野席とは違い、公式戦では一般発売の対象外となっているが、シーズンシートが適用されないオープン戦で、安く観戦出来る。
2014年オフの改修では、「車椅子・グループボックス」、「バラエティ・テラスシート」、「ドアラ・テラスシート」、「でら楽ペアシート」が新設された。
2016年シーズンより一、三塁側ベンチ横にフィールドシートが設置される。3列あり、3列目のみ一般発売。また、スタンドの防球ネットを吊り下げ式として柱を無くし、試合を観えやすいように素材を細い物に変更し、網の色もブラウンにしてプレーが見やすいようにしている。ドラゴンズが勝利した場合、1塁側シートに限り、防球ネットが開いて選手とハイタッチ出来る特典が用意されている。
2017年シーズンよりライブビジョンを左右に拡張する為、2016年オフより、5階パノラマB席の約1,200席分を取り外すなどの工事が行われた。ナゴヤドーム公式サイト内スタッフ日記にて、工事の様子を随時紹介していた。

#### プライムシート
4階にあるプライムシートには、ホームベース側に「スイートルーム･プライム1」という法人向け専用（販売価格や販売方法は完全非公開）のバルコニーつき室内席、内野から外野にかけて「docomo 5G プライム・ツイン」という2人席（S、A、Bの3グレードがあり、そのうちSとAはシーズンシート、Bは一般販売）、センター後方に「プライム・ボックス」と呼ばれる4人席がある。
「プライム・ツイン」に関しては2020年シーズンより先述のネーミングライツ契約に合わせて大幅にリニューアルされた。従来は一部4席並んでいるシートもあったが、全席を通路に面する2人掛けのベンチシートに変更された。また、高級感のある人工レザーのクッションが導入され、ひじ掛けには天然木が使用されている。さらに、全席にモバイル用充電コンセントや荷物掛け用スライドハンガーも新設された。また、車いす席、ベンチシートを取り外し車いす席に変更できるユーテリティー席も新設された。座席数は従来の1232席から976席になり、エリアも内野、外野の2分割からS、A、Bの3分割に変更された。
「docomo 5G プライム・ツインB」は弁当付き1ドリンク込みの価格、「プライム・ボックス」はオードブル付き1ドリンク込みの価格となっている。
2階の入場ゲート外周に｢プライム1｣のエレベーターホールがあり（中央のひと際広い空間の貴賓室は1階より）、ここを経由しないと入れない構造になっている。

#### アリーナビューレストラン
3階に当たる下段席最上段のセンター後方には「アリーナビューレストラン」があり、「レストラン・カウンターシート」と呼ばれる2人席、「レストラン・テーブルシート」と呼ばれる4人席がある。
チケットはどちらも料理込みの価格となっている。

#### 車椅子・グループボックス
3塁側内野Aエリア下段席最上部に4セット設置。介添え2名を含む3名までの利用だった従来の車椅子席を、2014年オフの改修で最大5名にした上で新設された。
クッション性の高い座席シート、カップホルダー兼用のテーブルが用意されている。また、電源コンセントが備えられているので、医療機器の使用も可能になっている。

#### バラエティ・テラスシート
2014年オフの改修にて新設。バックネット裏のダイヤモンドシート3塁側エリア内に、6名掛け席4セット、4名掛け席2セット、3名掛け席1セットの構成で設置。
6名掛け席については、上段の2セットは床面がグラウンドと同じ人工芝になっており、中段の2セットはカーペット敷きに座布団と掘り炬燵が用意されている。
4名掛け席は、8名座席分のスペースにドリンクホルダー兼用テーブルと座席が用意されている。
他のシートとは異なり、事前予約にて別料金でオリジナル料理が注文できるオプションが用意されている。
シーズンシートオーナー及び公式ファンクラブサイト限定での販売になっている。

#### ドアラ・テラスシート
2014年オフの改修にて新設。3塁側内野S席エリア内に4名掛け席4セット設置。テラス内をドアラ一色で装飾されている。
購入者には、ドアラとの記念撮影等の特典が用意されている。しかし、撮影場所はドーム1階の関係者専用エリア内にある為、ドアラ自身が同シートを試合中に訪れる事はせず、関係者が撮影希望者を撮影場所まで案内する形になっている。

#### でら楽ペアシート
2014年オフの改修にて新設。3塁側内野S席エリア内に20セット設置。2016年からは1塁側にも設置される。
名古屋弁の「でら」=最上級と、楽にするを掛け合わせた名前の通り、従来の3塁側内野S席3席分のスペースにテーブルを挟んだペア席仕様となっている。
内野S席よりもクッション性が高くてゆったりとしたシート、ドリンクホルダー兼用のテーブル、荷物を置く網棚が用意されている。また、座席の隣に通路が用意されているのも大きな特徴である。

#### フィールドシート
2016年より設置。一、三塁側それぞれ64席あり、そのうち最前列（13組・26席）、第2列（12組・24席）はシーズンシート、第3列（14席）は一般向けとなる。
試合中は防球ネットがセットされるが、終了後はこれが外される。

#### リビングボックス
2017年より設置。三塁側3階内野席最上段にそれぞれ1セットあたり3名・4名・5名用のテーブル付ボックスシートに仕切りが付けられる。それぞれ6セット分が用意される。

#### パノラマパーティテラス12
2017年より設置。外野5階席のライブビジョンの両端にそれぞれ6セット分用意され、1セットで最大12名の利用が可能となる。

### スコアボード

スコアボード

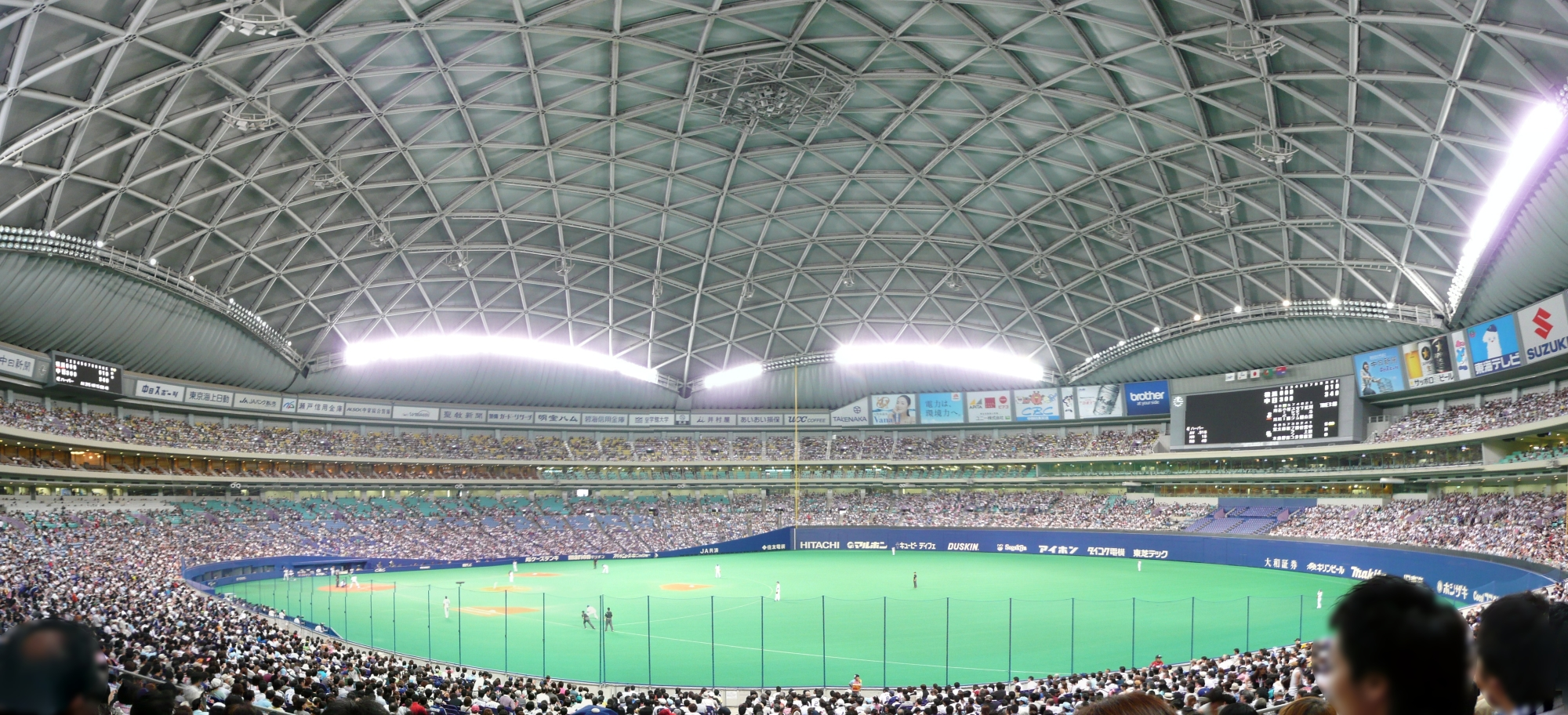
旧スコアボード時代のフィールド

バックスクリーン側（メイン）とバックネット側（サブ）に2台が対称するように置かれており、両方共に全画面での映像表示が可能である。当初はCRTであったが2008年シーズン前にLEDに置き換えられ、ハイビジョン対応となった。CRT式とLED式のどちらも三菱電機製オーロラビジョンであるが、当ドームでは「ライブビジョン」と呼称されている。下部に三菱電機の広告があったが一時期消滅、2007年より復活した（2015年より「MITSUBISHI ELECTRIC 三菱電機」と表記）。映像・各種演出に関しては、制作技術プロダクションのTBSアクト（旧・東通）の子会社である名古屋東通が担当している。
メインスコアボードは右側をスコア表示、左側を映像表示（プレー映像やスタンドの風景、また試合前や試合中のイニング間には応援メッセージが紹介されることもある）とするのが基本であるが必要に応じて全画面での映像表示となる。2016年から打席に入る選手名は水色表記に変わっている（これまで同様打順ランプも表示）。CRT時代は左側にのみ映像表示が可能であった。スコア表示は得点経過などの他、出場選手、審判団、打者の背番号と氏名（フルネーム）、打撃成績（打率、本塁打、打点）、カウント、球速が表示される。LEDへの改修時には選手名の表示を一回り大きくし、さらに打席の選手のここまでの結果や本塁打の飛距離、試合経過時間を表示するようになり、また東京ドームのように選手交代時に選手名が回る演出も加えられている。イニングの表示は9回までで、10回以降は一旦消去した上で1回の部分から再び掲示される。ボールカウンターはビジョン内でCGによって表示されるようになっている（日本初）。
サブスコアボードは得点経過、打者の背番号と氏名（フルネーム）、打撃成績（打率、本塁打、打点）、投手のカウント、球速が表示される。映像を表示する時はスコアを一旦消して対応している。なおフルカラーの大型映像装置が二面あるのは国内の球場では初めてであった。
映像処理については2011年シーズン以降はそれまでのアナログ式からデジタル式に変更された。これに合わせて映像演出もリニューアルされ、ボールカウントも国際基準の慣習に合わせて『SBO』から『BSO』に変更された（ただし前述のようにビジョンにCGで出しているため、プログラム等の改修のみ）。また、2016年から左上に投球数を表示するようになった。
2017年にビジョンの大改修を行い、既設のライブビジョンの両側にほぼ同じ大きさのビジョン2機を増設、横幅は106.56ｍとなり福岡PayPayドームに次ぐ日本国内球場では2番目（セ・リーグ本拠地では最大）の大きさとなった。新しいビジョンは横幅と「ドーム」の語呂合わせにちなんで「106ビジョン（いちまるろくビジョン）」と命名された。画像ピッチは8mm。大時計はライト側ビジョン上に移設されている。なおこれに伴い外野5階席1200席分が撤去された。
2025年にはビジョンを更新。製造メーカーが従来の三菱電機からソニーに改められ、従来は左右中央に3枚で別れていたものを1枚に集約した。併せてサブスコアボードの大型化・アナログ式時計の廃止や、コントロールシステム機器の更新、撮影カメラの刷新なども同時に行われている。

### 放送関係

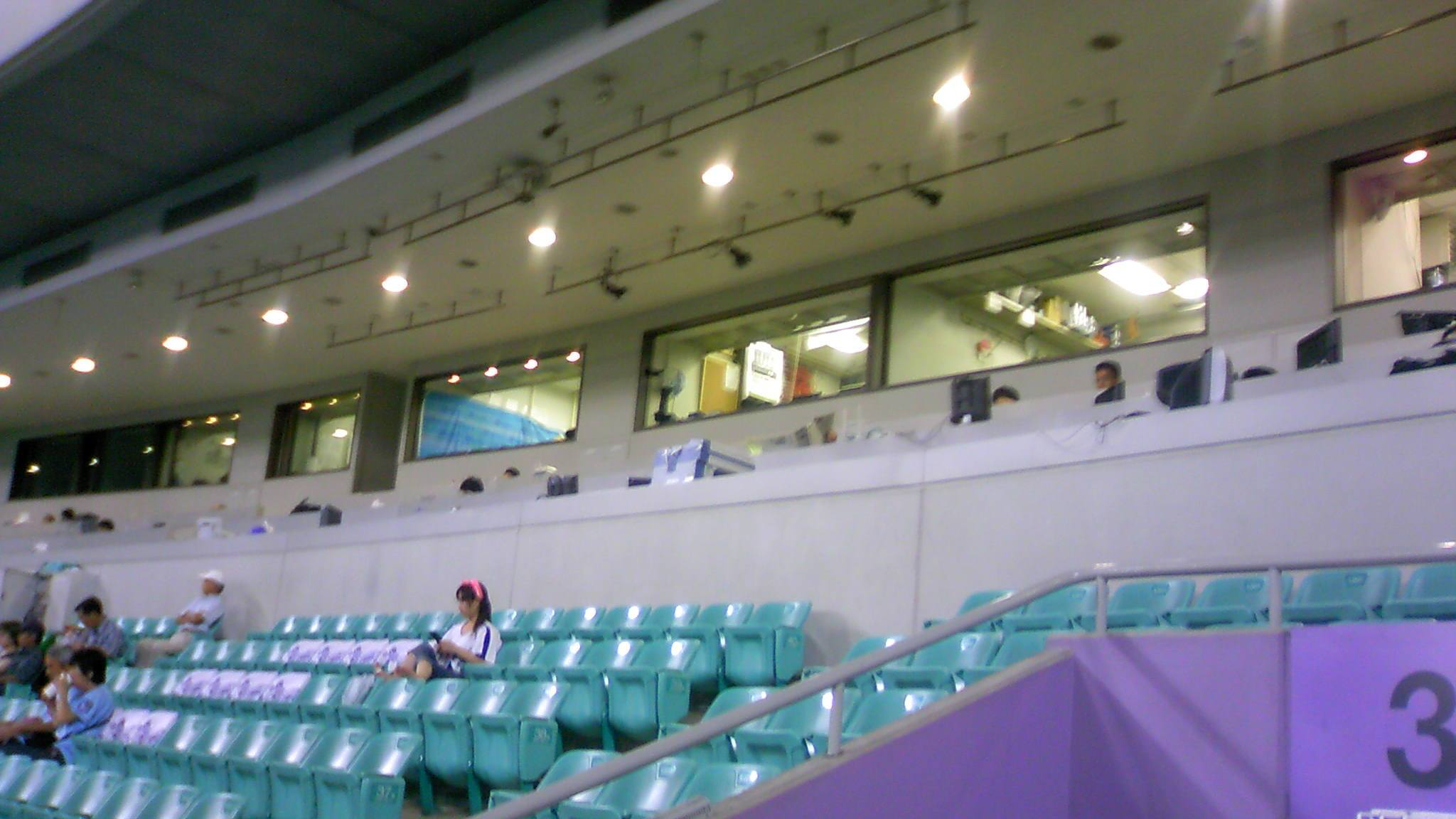
放送席及び記者席

バックネット裏3階部分にある放送席のブースは、三塁側から順にJ SPORTS・CBCテレビ・東海テレビ・NHK名古屋放送局（テレビ・ラジオ両方）・東海ラジオ・CBCラジオとなっている（在名放送局は系列局向けの放送など本放送以外の放送〔いわゆる裏送り〕ができるよう、1部屋をサブとして所有しているようである）。グランド側は開閉ができる窓がある。他にもドームに放送席を所有していない局（テレビ愛知・中京テレビ・メ〜テレ・サンテレビ・関西テレビ等）のために、いくつかフリーの放送席が用意してある。
テレビ愛知は中日新聞グループではあるが、主催試合の中継本数が少ないため、専用の放送席は与えられず、フリーの放送席を適宜使用している。なお、同系列局のテレビ大阪はテレビ愛知以外の局が東海地区での放映権を取得した場合でも、自社および協力会社で中継車やスタッフを派遣して対阪神戦を関西地区向けに制作することがあり、年度によってはその中継映像をもとにテレビ東京が別に実況を立ててBSジャパン（現：BSテレビ東京）で放送した例がある。
中京テレビとメ～テレは中日新聞との資本関係がないことから、中日主催試合の放映権を獲得できないため、ナゴヤ球場本拠時代を含めて中日が関与しない試合（日本テレビ・テレビ朝日系列局に放映権がある球団が主催する地方開催扱いのパシフィック・リーグ公式戦、中京テレビが中継した日本ソフトボールリーグ、朝日新聞社が主催する夏の選手権大会に於いて同新聞社と資本関係を持つメ～テレが中継権を持つ愛知大会など）で散発的に使用した程度である。但し、メ～テレについては、後述の通り、テレビ朝日主導で2017年のオールスターゲームを放送した他、中京テレビ・メ～テレとも自社の撮影要員を派遣しての報道取材は許可されている。
また系列キー局の日本テレビとテレビ朝日も、放送権獲得が可能な日米野球などのNPB主催中継で使用した程度だったが、2017年はテレビ朝日がオールスターゲームの中継を行った。なお、オールスターゲームの2014年以降の開催分は、NPB主導による放映権獲得により全てテレビ朝日系列で中継されているため、ナゴヤドーム開催時はテレビ朝日が実況アナウンサー及び解説者を名古屋に出張させる形で対応している。2013年以前は、中日球団の親会社の中日新聞社がNPBに対してテレビ朝日系列の放送権獲得を断り、TBS系列の中継体制に変更を求める（地元系列局のCBCテレビとの関係を優先したため）という対応をしたこともあった。
独立放送局のサンテレビ（兵庫県神戸市）は、中継車や制作スタッフを派遣して、実況アナウンサー及び解説者を名古屋に出張させる形で（愛知県内在住の中日OBをゲスト出演させる場合もある）、自社制作（サンテレビボックス席）で中日対阪神戦を近畿広域圏向けにローカル中継する。
フジテレビ系列のテレビ新広島（広島県広島市南区）は、中日対広島戦で解説者・リポーター・副音声ゲストなどを派遣して制作協力として関与し、東海テレビ（DRAGONS LIVE）との2局ネット体制で同時中継するか、東海テレビ（三重テレビでの放送時を含む）から映像の配信を受けて自社の実況アナウンサー（深井瞬及び野川諭生のいずれか）と解説者（山内泰幸）が本社スタジオからオフチューブで実況をする形式の別制作（TSS全力応援!Carp中継）で広島県向けにローカル中継するか、このどちらかになる。また、関西テレビ（大阪府大阪市北区）も中日対阪神戦で東海テレビの中継日に自社の実況アナウンサー（石田一洋・川島壮雄・若田部克彦他）と解説者（田尾安志・2021年までの片岡篤史など）の乗り込みによる別制作（プロ野球中継 プロフェッショナルタイム〜この1球に懸ける〜）を行ったことがある。
放送ブース前には机などが設けられた放送関係も使用できるマスコミ用の記者席が用意されている。
テレビ局･ラジオ局にある副調整室（通称:サブ）に相当する部屋は、向かい側（反対側）にある。
その他、CBCテレビと東海テレビが副音声企画などで使用するための部屋も複数存在する。
CBCテレビは、プロ野球中継のテーマソングをSKE48が歌っていたシーズンの副音声企画に於いて、（SKE48 野球場へようこそ→燃竜（もえどら）ナイト＝※MC･若狭敬一、出演･SKEメンバー若干名）としてドーム内特設スタジオから放送していた。SKE48が降板した後は、MCが宮部和裕に交代して、中日OBやタレントなどを招いた様々な企画を実施している。
東海テレビは、土曜日のプレイボールが午後2時だった頃は、「ドラHOTプラス」の生放送をドーム内特設スタジオで行っていた。放送中に試合終了を迎えた場合、勝利した際にはヒーローインタビューを受けた選手や監督が特設スタジオに足を運んで生登場していたこともあった。午後3時開始となった後は、プロ野球中継の副音声企画から、CMを挟まずにそのまま「ドラHOTプラス」の主音声に切り替わる。広島戦をテレビ新広島との2局ネットとして行う日は、副音声ブースに「全力応援 スポーツLOVERS」からキャスターの青坂匠と西山穂乃加（共にTSSアナウンサー。2015年9月までは青坂匠と衣笠梨代）、コメンテーターでTSS野球解説者の山内泰幸が加わり、プロ野球中継終了後も17時22分頃まで、「ドラHOTプラス」と「全力応援 スポーツLOVERS」内で継続中継を行った。尚、プロ野球中継で解説を担当したOBは、中継終了と共に退席となるために「ドラHOTプラス」へは出演せず、実況を担当した男性アナが「ドラHOTプラス」の出演メンバーと会話を交わしつつ、実況を続行する。2017年からは午後2時開始に戻ったが、同様の体裁での中継を継続している。
2006年と2007年の頃は使用されなかったが、バックネット裏1階の1部屋（後述のトヨタ回転広告の近く）にテレビカメラが設置される場合もある。2009年頃からは遠隔操作のできるカメラを設置する放送局も出てきている。
ドーム内のコンコースや喫煙所などには独自のテレビカメラで撮影された映像がテレビの試合中継のように放送されている（独自のカウント表示テロップを映像に表示している。神宮球場など他の球場ではCS放送用の映像をテロップ付きで流している場合が多い）。2011年の映像処理のデジタル化により、これらのモニターもブラウン管方式のワイド画面テレビ（三菱電機製）からハイビジョン対応の液晶テレビ（ソニー製）に交換された。
ドーム内では名古屋地区で放送されているAMラジオ放送の電波の再送信を行っている。これによりドーム内でもAMラジオによる野球中継放送が良好に受信できる。一時期ラジオ局がこのことをCMで流していた。

### 屋根
屋根は三角形の骨組み（一辺の長さ：10m、個数：792個）を格子状（ラチス）・単層に組み合わせた「単層ラチスドーム構造」である。ジオデシック・ドームの一種。高さは最高部で60m強であり他のドームと同じ位であるが、傾斜が緩やかなため打球を天井に当てた打者は3人ほどしかいない。中央部（屋根全体の17.2%）は特殊フィルムを貼った二重ガラスで自然光を取り入れられ、照明なしでもイベントや草野球を開催できる。タチカワブラインドのロール式の遮光幕「スカイロール」も設置されており、必要に応じて開閉が可能である他、開閉するパネルを制御して「飛行機」「兜」などのデザインにもできる。遮光幕は原則としてプロ野球開催時には試合前を含めボールが見やすいように全て閉じられるが、2011年に浜岡原子力発電所の運転が停止されたことで中部地方でも夏場の電力不足が懸念される事態となったことから、節電目的で打撃練習中の平日の昼間を中心に遮光幕を開き照明を通常の半分に減らすことがある。
天井中央部にはフィールド用のスピーカー（メインクラスター）があり、やや離れた外側に客席用のスピーカー（サブクラスター、六角形状に一辺3個ずつの計18個、高さ50m）が設置されている。またメインクラスターの周りを囲むような位置にセンターリングが吊り下げられており、モニュメントやフラッグの吊り下げが可能である。
打球が天井に当たった場合は基本的にボールインプレイであるが、サブクラスターのうち外野側の9ヶ所のものに当たった場合のみ認定ホームランとなっている。天井またはスピーカーに当たってホームランになった例は過去2度ある。
- 2009年5月7日の中日対広島6回戦では、中日のトニ・ブランコが広島の前田健太から打った打球がレフト側にあるサブクラスターに当たりドーム初の認定ホームランとなった。推定飛距離は160m。
- 2015年5月28日には、福岡ソフトバンクホークスの柳田悠岐が髙橋聡文から放った打球がライト側外野の天井を直撃した。打球は角度が変わったが、そのままライトスタンドに入りホームランとなった。

CO2削減への取組みの一環として、ドーム型の野球場屋根では世界初となる太陽光発電設備を設置することが2014年6月に発表され、2016年12月に完成した。1,152枚の太陽電池パネルから得られる年間発電量は62,000 kW/hで6〜7試合分の量となるが、発電された電力はドームの施設では使わずに中部電力へ売却される。

### ドラゴンズワールド
開場から2015年までは一塁側3階部分に「ドラゴンズミュージアム」が設けられ、ドラゴンズに関連する物品を展示し、その歴史を伝える博物館。試合開催日の開場から7回裏終了までにかけて公開している。歴代ユニフォーム、選手実使用のバット・ボール、トロフィー・優勝ペナントなどを展示している。また、ドラフト経由の新人選手による直筆のプロフィールを展示している。
過去には、WBCの優勝トロフィーの巡回展示企画の際に、ガラス張りの容器に入れて試合観戦客が列を作りながら鑑賞する事も行っていた。同施設は2階の通常出入口を介さずに、ドームの外から直接入場出来る飲食施設を通過して入場出来る事も有って、入場ルートによっては、観戦チケットを係員に掲示する必要が有った。同展示企画の場合も、7回裏終了までの予定だったが、最大で約1時間以上の待ち列が出来る時もあった。待ち列が異様に長かった為に、写真撮影は1人1枚に限定された。
2016年にリニューアルを行い、パノラマウォーク部と合わせて「ドラゴンズワールド」と改称した。「ミュージアム」でも展示された記念品の他、キッズ向けエリアやアトラクションエリアなど催事もここで行われるようになる。

### テーマソング
名古屋のFM放送局ZIP-FMなど各局のミュージック・ナビゲーター（DJ）であるジェイムス・ヘイブンスが作詞作曲した「HERE FOR YOU」というナゴヤドーム公式テーマソングがある。ドームで行われた1997年の大晦日カウントダウン・コンサートで演奏し、ビクターでCD化されている。

### マスコットキャラクター
ドムラ（Domra）が本ドームのマスコットキャラクターとして存在。ひょうきんなオランウータンと、優しくて力強いゴリラをイメージし、本ドームのスケールを表したキャラクターとしており、練習中のライブビジョンで放映される告知用VTR、グッズなどで登場することがあり、開場当時は外野上部看板の2番目と3番目の間にドムラのイラストを設置していた。球団のキャラクターのドアラとは別物である。
外野上部看板のイラストは2008年以後は中日ファンには馴染み深いドラゴンズのマスコットのドアラ（レフト側）とシャオロン（ライト側）に変更されていたが、2015年現在はナゴヤドームのロゴとなっている。

### 広告・鳴り物応援
テレビ中継でよく映し出されるバックネット下のフェンス広告は、開場年からトヨタグループ（トヨタ自動車、トヨタホームなど。トヨタL&Fの広告も出されていた時期があった）が広告を掲出している。1999年より電動式となり、複数の広告パターンが出せるようになった。この電動式広告は後付けのため、手前にせり出した形で設けられている。2002年シーズン途中から電動式広告下部中央にトヨタのロゴマークを追加。2006年シーズンからはそれまでの青と白のモノクロ広告からカラー広告が中心となった。2007年シーズンからは、トヨタ専用電動広告の隣に、縦書きでビックカメラの広告ステッカーが貼られている（2009年度よりステッカータイプから外野フェンス広告と同じように白色で書かれている）。2010年7月19日の横浜戦からは、トヨタ電動広告の上に、東建コーポレーションの広告が設置された（試合により掲示されていない事がある）。2011年シーズンは、東日本大震災により自動車生産に多大な影響が出た事などを考慮してか、シーズン当初よりCM活動などとともに自粛（広告のない青一色の表示を掲出し、下部のトヨタロゴは消去）していた。当年7月22日のオールスターゲームで球宴スポンサーのマツダなどにより一時的に復活した後、8月30日の中日対阪神戦から復活した。ドラゴンズが出場した2011年の日本シリーズでは協賛スポンサーのコナミが広告を掲出した（2014年からは三井住友銀行）。
天井そばにある広告は、中部日本放送の広告にのみ、ボールが当たった際には賞金1000万が贈られる。なお、推定飛距離170mのホームランを打たないと当たらないため、達成は非常に困難とされている。また2013年より2016年まで、スコアボードの左隣に設置しているエイチームの広告にボールが当たった場合は賞金1億円（日本の球場における広告の懸賞としては最高額）が贈られるという懸賞もあった。ここの場合も推定180m以上のホームランでないと到達できず、2016年シーズン終了時点で達成した選手はいなかった。
ベンチ横のカメラマン席のCBC・東海テレビ・東海ラジオの広告はナゴヤ球場時代からの名残である（実際、ナゴヤ球場のベンチ横のカメラマン席に、上記3局の広告が掲示されていた）。
鳴り物応援は午後11時以降も行える。但し、2020年以降は新型コロナウイルス感染症蔓延拡大防止のため、他球場と同様に鳴り物応援自体を禁止としている。
ジェット風船や紙テープは、ゴミが増える事から許可制となっている。特にジェット風船については、換気や清掃作業の妨げになるため、他球場で使われる特殊な飛距離の飛ばない素材、あるいはハンドポンプの使用なども含めて普段は使用することができないが、高木守道監督時代の2012年8月8日の中日 - 広島戦において、初めて使用が許可された（開催日は、同氏の背番号88に因む）。但し、この時も市販品の持ち込みは禁止され、球場で来場者に配られた専用の風船のみ使用された。以後もジェット風船解禁試合が設けられ、88に近い日にちの試合を始め、10試合前後を「昇竜デー」などと銘打ってジェット風船解禁試合を増やしていったが、2020年以降はコロナの関係でジェット風船は再び禁止としている。

### ネーミングライツ
2020年12月10日、名古屋市に本社を置く大手専門商社・興和と施設命名権に関する契約を締結。同社の主力商品の一つである外用鎮痛消炎薬シリーズの商品名を取り、2021年1月1日付で球場名を「バンテリンドーム ナゴヤ」に変更する。期間は2021年から2025年末までの5年間。
命名権は2020年1月にNTTドコモとの間で4階ペアシートの命名権契約（docomo 5G プライム・ツイン）を結んでいるが、球場自体の命名権としては1997年3月の開場以来初となる。また、セントラル・リーグで命名権を導入した球場はMAZDA Zoom-Zoom スタジアム広島に次ぐ2球団目となる。

## 中日ドラゴンズ関連

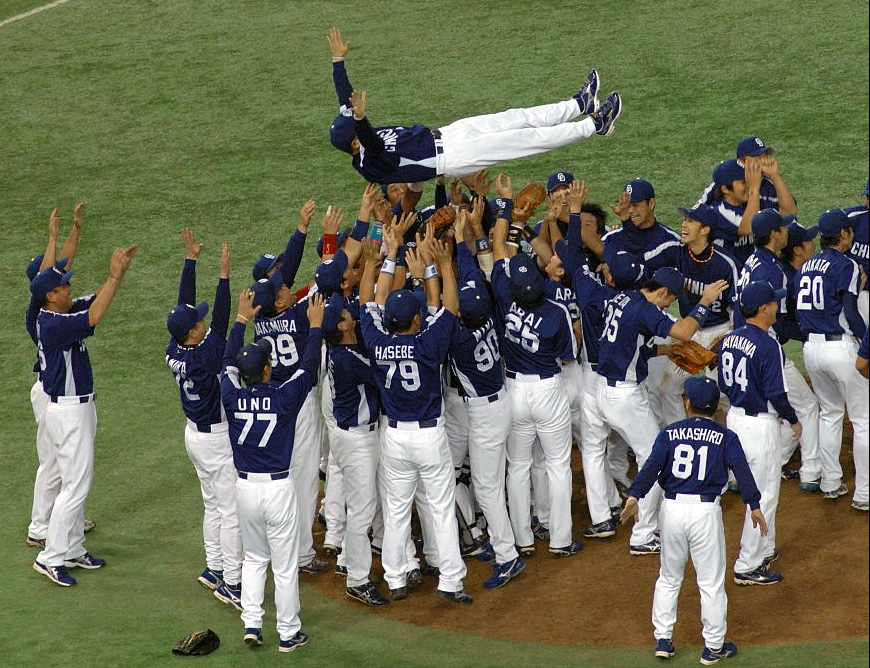
中日ドラゴンズ

### 入場者数発表
2005年から各球団がより透明性のある球団経営の定着を図るために、有料入場人員を1桁までの数字で発表しているが、中日だけは実数に近い数値で発表するとして下2桁を切り捨てて発表していた。これは中日主催ゲームのチケットが他球団のそれのように半券をもぎるスタイルではなく、チケットに入場を証明するスタンプを押す方式であり正確な人数が把握できないからだった。2006年からは他球団と同様、1桁までの発表に切り替えられている。
入場者数の記録（公益法人のため実数発表の日本プロ野球機構主催試合および2006年以降）
- 最高入場者数 38,432人（2010年10月22日 クライマックスシリーズファイナルステージ第3戦 中日対巨人）
- 2008年3月29日、東北楽天ゴールデンイーグルスとのオープン戦ではあるが満員御礼。観客は38,021人。
- 最低入場者数  6,947人[31]（2010年6月16日 日本生命セ・パ交流戦 中日対日本ハム 4回戦）

元来より入場者数の大部分をシーズンチケットで支えているため、シーズンチケットなどが利用できない振替開催（当初予定されていた富山市民球場アルペンスタジアムでの試合の雨天中止による）となったこの試合では入場者数が激減する結果となった。

### チケット関連
開場当初、中日主催試合では内野下段席の全てと外野下段席の多くがシーズンシート（年間予約席）となっていた。特に人気の高いライト側外野下段席は、数少ない自由席にドラゴンズ応援団が開門と同時にカードを置くなどして陣取っていたため不満の声が相次いでおり、「ライト外野側応援席は300席しか売られていない」とも言われた。さらに、順番待ち段ボール貼り（通称:段貼り）の場合でも、7ゲート付近の先頭組から始まって、6ゲート直前での折り返し位置までが下段席に座れるギリギリだといった話も流れていた。7ゲートの真横エリアは柵で囲うなどしていた部分が私設応援団専用の入場待ち優遇となっていたので、ここには一般ファンの立ち入りが禁止され、一般ファンの先頭組はこのエリアの後ろから並ぶことになっていた。全席指定になった2005年以降は、段ボール貼りは一切禁止である。2005年以前は手すりのあった下段最上部にある立見席が代替席として人気があり正式な席ではないが「パイプ席」と呼ばれていた。2005年からは全席指定化により希望の席が手に入りやすくなったため衰退し、立見の禁止が厳格となって完全に消滅した。現在は観戦できないようにそのスペースはプラスチック柵で囲われている。
2003年以降は一般販売への開放が三塁側、次いで2005年以降は一塁側を中心に増えている（単純に年間契約者数が減少している可能性もある）。また、並行して上段席を中心に値下げが行われた。ただ、依然としてライト側下段外野席の競争率は高く、GWやお盆休みの試合、週末の巨人・阪神戦や首位攻防戦などの場合は販売開始5分かからずに完売となる場合がほとんどで、公式戦ではライト側外野応援の当日券が出回ることはまずない。2005年以降、右中間の最前列2ブロック（25通路の真下付近）・上段の3ブロック及び左中間の最前列2ブロックが削られ、私設応援団が応援機材を置いたり、横断幕を掲げるなどしている。逆のレフト側もビジターチームの応援団が応援機材を置くことが多く、2007年度からはビジター外野応援席が下段席の4ブロック分のみになり、競争倍率は上がっている。レフト側は基本的にビジターチームファン用の席であるが巨人・阪神戦以外はほとんどが中日ファンで埋まる。2006年までは、2階席に5ブロック分設置されていた。44・45番通路がメイン。
内野のシーズンシートにはバックネット裏から順にプラチナ（旧称スーパーダイヤモンド）、ダイヤモンド、ルビー、サファイア、エメラルド、オパールといったように宝石名が冠されている（「ルビー」は一般販売の「内野SS」と同等。同じく「サファイア」と「内野S」、「エメラルド」と「内野A」、「オパール」と「内野B」は同等の席である）。2001年までは上段席にも設定されており同様の愛称がつけられていた。中段席のうち「スィートルーム・プライム1」は法人向け年間予約席のみで販売されていて、同席契約者専用のエレベーターホールが2階入場ゲートにある。「プライム・ツイン」の内野は年間予約席、外野は一般販売に分かれている。尚、プライム系（ツイン・ボックス）は販売担当部署が球団内（一般席）では無くナゴヤドーム内に置かれる。
ただし、プライム1以外の年間予約席は、団体予約が可能となっている。個人はファンクラブ有料会員になることで、単発での予約が可能となる。また、チケットぴあや中日新聞販売店での先行予約、地方遠征中止試合の振替などで一般販売されることがある（その場合、「プラチナ」は「メンバーズS」、「ダイヤモンド」は「メンバーズA」となる）。
非シーズンシートの一般発売分については2017年シーズンより時期・曜日・対戦カードに応じて「プレミアム」「スタンダード」「バリュー」の3段階の料金が設定される。球団によれば全体的には値下げの方向になるという。2022年から「ダイナミックプライシング」も設定されている(公式ファンクラブ会員限定で2021年からパノラマダイナミックプライシング席も販売)

### 球弁
球弁（たまべん）とは、「駅弁」「空弁」を参考に付けられた、ナゴヤドームで売られている弁当を指す総称。2005年から使用。
「球弁」は、中日ドラゴンズにちなんだ野球場らしいものが多く、「弁当屋が作ったもの」「仕出屋が作ったもの」「給食業者が作ったもの」があり、様々な味覚が楽しめるのも特徴である。中でも、ナゴヤ球場時代から販売されていた「ホームラン弁当」は、ドラゴンズの選手がホームランを打ったら翌試合には内容が豪華になる。この他にも対戦チームによって内容が変わり、常連を飽きさせない工夫の球弁もある。また、味噌カツ、名古屋コーチン、愛知県の特産品を使った名古屋めしの球弁もラインアップされている。オープン戦期間中にマスコミ向けに試食会が開催される。2008年の交流戦では、「味の交流戦」と題して、相手球団の球場で販売されている球弁の味を再現して販売している。
球弁はナゴヤドームおよび中日ドラゴンズの登録商標ではない。従って他球場でも少数使われている。西武ドームで売られている弁当も球弁と呼ばれているが、こちらは「きゅうべん」と読む。

### その他
他球団に先駆けて中日ドラゴンズのホームゲームが開催される試合のイニング間において、3アウトで守備交代時になった時などに独自のジングル『ROAD TO VICTORY』が流されている。中日広報の石黒哲男のアイディアらしく、気分を変えるためだという。使用されるジングルは、毎年アメリカで3 - 4種類ほど制作されている。『ROAD TO VICTORY』の一つ『CHARGE』がかかる時は、千葉ロッテマリーンズのファンがそれに合わせてロッテコール（L・O・T・T・E OH LOTTE）を行うことがある。そのため『CHARGE』以外のジングルを使うかロッテ投手の交代を狙って『CHARGE』を使用することが多い。
また同様に、中日選手がヒットなどを打った時などにオーロラビジョンに「アニメーション画面&ジングルや声（外国人）」を流し盛り上げるという手法も、早くから導入している。2011年は名古屋在住のDJ MITSU（nobodyknows+）がプロデューサーとなり、ドラゴンズのホームゲームにおける演出全般を統括している。
中日ドラゴンズのスターティングメンバーの発表・スピードボールコンテスト・1回表の守備につく際の紹介における場内アナウンスは、東海ラジオ放送のスポーツアナウンサーが担当していた,なおオープン戦での「CBC杯」に関しては、CBCのアナウンサーが担当する。それ以外の場内アナウンスは2013年まではウグイス嬢が担当していたが、2014年はフリーアナウンサーの堀江良信が球団から「ドラゴンズナビゲーター」として、中日側の大部分をアナウンスしていた。2015年からはローカルタレントの長谷川巧が担当することになった。2015年は試合中の選手コールのみ両チームともにウグイス嬢による場内アナウンスに戻されたが、2016 - 2022年は中日側の選手コールは長谷川が行い、2023年からはスタジオMCとしてローカルタレント3名が交代で担当している。
ビン、缶の持込は安全上の理由から禁止されており、入場前に荷物検査をされる。発見されれば中身が残っていた場合でもその場で飲み干すなど処分しなければならない（紙コップへの移し替えは終了している）。なお、2024年シーズンまではペットボトルの持ち込みも禁止されていたが、翌2025年より750ml以内のサイズのものを1人1本、アルコール飲料は禁止という条件で解禁された。飲食物も同様に持込禁止であり、その場のゴミ箱に捨てることになる。なお、イオンナゴヤドーム前店2階コンコースで購入した飲食物とオープンデッキにある「CoCo壱番屋ナゴヤドーム店」の商品は持ち込みが可能である。
日本シリーズにおいては1997年の開場以来、2004年の日本シリーズまで中日の先発投手はおろか投手自体に勝ち星がなかった。2004年10月17日の日本シリーズ第2戦で、中継ぎのマーク・バルデスに中日初の勝ち星が、先発投手では2006年10月21日の日本シリーズ第1戦で川上憲伸が勝利を果たした。この球場での中日の日本シリーズ通算成績は2006年までは2勝7敗であった。プロ野球球団が本拠地とするドーム球場の中で大阪ドーム（現・京セラドーム大阪）と並んで、日本シリーズの優勝ペナントが飾られたことがない球場であったが、2007年の日本シリーズでナゴヤドームで3勝0敗とし優勝したことによって初めて飾られることになった。ただそれ以降の成績は1勝5敗1分けと再び逆戻りしている。中日の日本シリーズ成績は6勝12敗である。
開場以来、ペナントレースのビジターチーム胴上げが行なわれたことはない。

## 中日ドラゴンズ以外の利用

### 野球
プロ野球では、過去に大阪近鉄バファローズやオリックス・ブルーウェーブ、西武ライオンズが試合を主催。また、1999年まで大阪近鉄バファローズは当球場を準本拠地として使用していた。ただし、このドームは中日の本拠地という性格上、5大ドームの中で唯一、同じセ・リーグの巨人の主催試合の実施がない、東海地区においては、巨人主催試合は同じ岐阜県の長良川球場で実施。その他プロ野球の試合として、独立リーグ扱いとなる日本女子プロ野球機構の試合が2010年9月に1試合行われた他、2018年の愛知ディオーネ（旧兵庫ディオーネが移転）の発足により、当球場でも主催試合が行われるようになった。
2005年には全国高等学校野球選手権愛知大会（夏の甲子園の愛知県予選）の準決勝・決勝戦が開催されている。地方大会決勝戦（県代表決定戦）のドーム開催は史上初（大阪大会では、大阪ドームにて開会式と、その直後の数試合を実施）。2006年も決勝戦が実施され、堂上直倫は愛工大名電高校の選手として2年連続で決勝戦に出場し、両年とも甲子園出場を果たし、このドームを本拠地とする中日ドラゴンズに入団している。なお2007年も決勝戦の実施予定だったが雨天順延などの影響により、7月27日（準決勝戦）・28日（決勝戦）の2日間に準々決勝戦の実施のみとなり準決勝・決勝は岡崎市民球場で行われ、2008年以降は使用されていない。
アマチュア向けに草野球の球場として貸し出しを行う。事前予約でボール以外の野球用具の有料レンタルが可能。また三塁側のロッカールーム・シャワールーム・マウンド・選手控室も併せて有料で利用可能。利用時間は早朝から夜間（5:00 - 19:30）までで利用時間は2時間30分となる。

### ソフトボール

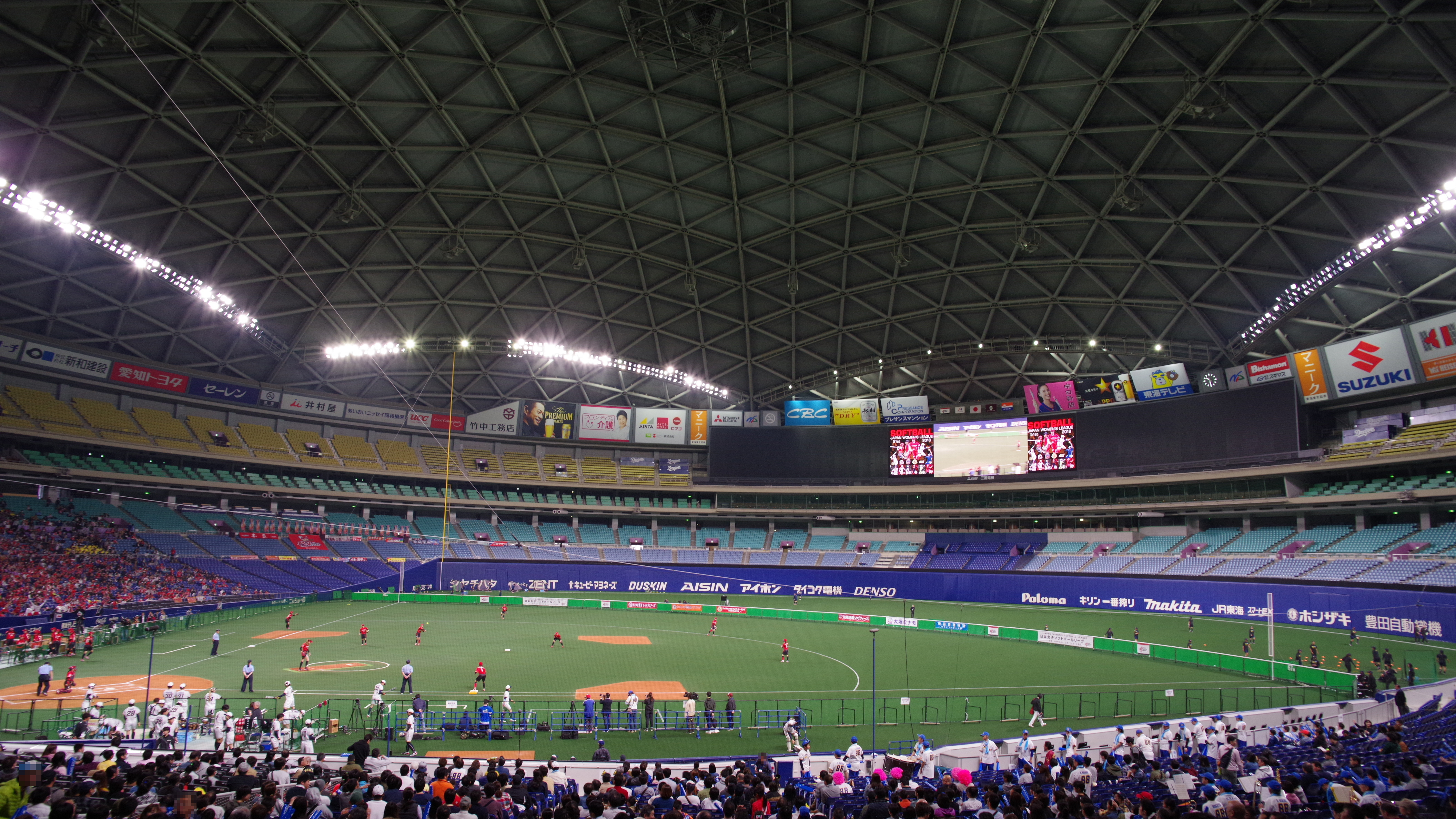
女子ソフトボールでの利用例（2018年　トヨタ自動車対豊田自動織機戦）
外野側に特設フェンスが設けられ、ベース位置等も移動している

2011年4月より、女子ソフトボールの日本リーグの開幕節（集中開催方式）が行なわれている。
2024年7月4日には日米対抗ソフトボール2024の第1戦が開催され、中日ドラゴンズOBの山本昌が始球式を務めた。

### 陸上競技
2012年から新設された大規模マラソン大会（マラソンフェスティバル ナゴヤ・愛知）の会場となっている。「名古屋ウィメンズマラソン」ではドーム前の道路から出発して、ドーム場内がゴール地点になっている。また、これに付随するイベントとして「マラソンEXPO」がマラソンが開催される2日前から行われる。

### サッカー・アメリカンフットボール
建設開始前は名古屋グランパスエイトの競技場としても利用される予定と報じられていた。実際にサッカー・アメリカンフットボールでの使用も視野に入れて建設されているが、現在までプロレベルの試合が行われたことはない。設計の頃には東京ドームでのプレシーズンマッチや1994年のワールドカップで人工芝の上に天然芝のシートを敷き詰めた例があったが、こうした仮設のピッチは選手には不評で近年では開催されることはなくなっている。なお2002 FIFAワールドカップの名古屋市の会場選考が難航した時に、候補としてあげられた事もあったが組織委員会から却下されている（後に名古屋市は会場が用意できなかったために撤退、代わりに愛知県が豊田スタジアムを会場にして立候補したが開催地選考で落選）。今後においても同県豊田市にほぼ同等の収容人数を持つ豊田スタジアムが完成したこともありプロサッカーの試合が開催される可能性は低いと見られる。ただし名古屋市中心部に近いためグランパスエイトのファン感謝祭に使用されたことはある。
アメフトは可動席を動かさなくても使用できるが現在は東海地区でのアメフトの人気は高いとは言えず、キャパシティや使用料の面からアメフトでの使用の見込みも少ない。

### コンサート
中部地方における最大屋内コンサート会場として、ドームツアーの一会場としてコンサートで利用されている。札幌・東京・大阪・福岡とともに「5大ドームツアー」と称されることが多いが、公演回数が絞られる場合は地理的な問題で開催されないことも多い（名古屋飛ばしを参照）。

#### コンサートを開催したアーティスト
赤色の年は開催予定であることを表す。

##### 国内アーティスト（50音順）
- アイドルマスター シンデレラガールズ（2018年[注 25]、2019年）
- Aqours[注 26]（2022年）
- 安室奈美恵（1997年、2012年、2018年）
- 嵐（2008年、2010年[注 27]、2012年、2013年[注 28]、2014年、2015年、2016年、2017年、2018年、2019年）
- AKB48グループ （2018年[注 29]）
- AKB48（2013年）
- EXILE（2008年、2011年、2013年、2015年、2018年、2019年、2020年、2022年、2025年）
- EXILE ATSUSHI（2016年）
- EXILE TRIBE（2012年、2014年、2016年、2021年）
- SKE48（2014年）
- NCT 127（2022年）
- 小田和正（2008年、2011年）
- KAT-TUN（2016年）
- SUPER EIGHT（2011年、2013年、2014年、2015年、2016年、2017年、2018年、2019年、2022年）
- Kis-My-Ft2（2014年、2015年、2016年、2018年、2019年、2022年）
- King & Prince（2022年）
- KinKi Kids（2000年、2003年、2004年）
- GLAY（1999年、2002年、2005年）
- globe（1997年、1998年）
- 桑田佳祐[注 30]（2002年、2017年、2022年）
- THE YELLOW MONKEY（2019年）
- サザンオールスターズ（1999年、2005年、2015年、2019年、2025年）
- 三代目 J Soul Brothers from EXILE TRIBE（2015年、2016年、2017年、2019年、2025年）
- WEST.（2022年）
- ジャニーズJr.（2000年）
- SixTONES（2024年、2025年）
- Snow Man（2023年、2024年）
- すとぷり（2022年）
- SPEED（1998年、1999年）
- SMAP（1997年、1998年、1999年、2000年、2001年、2002年、2005年、2006年、2008年、2010年、2012年、2014年、2015年）
- GENERATIONS from EXILE TRIBE（2018年、2019年）
- SEKAI NO OWARI（2017年、2022年）
- DREAMS COME TRUE（1999年、2007年、2011年、2015年、2019年、2023年）
- AAA（2017年、2018年、2019年、2021年）
- ナオト・インティライミ（2018年）
- Nissy（AAA 西島隆弘）（2019年）
- 乃木坂46（2018年、2019年、2020年、2024年）
- back number（2018年、2023年）
- Perfume（2016年、2020年）
- 浜崎あゆみ（2001年）
- BUMP OF CHICKEN（2016年、2019年）
- B'z（1997年[注 31]、1999年、2000年、2001年、2002年、2003年、2005年、2006年、2010年、2011年、2013年、2015年、2017年、2025年）
- 氷室京介（2016年）
- 福山雅治（2014年）
- Hey! Say! JUMP（2017年、2018年、2019年）
- BOYS AND MEN（2019年）
- 星野源（2019年）
- MISIA（2004年）
- Mr.Children（2005年、2009年、2012年[注 32]、2015年、2017年、2019年、2022年）
- Mrs. GREEN APPLE（2025年）
- ももいろクローバーZ（2016年）
- ゆず（2017年、2019年）
- L'Arc〜en〜Ciel（2000年）
- ONE OK ROCK（2018年、2023年）

##### 国外アーティスト（50音順）
- イーグルス（2004年、2011年）
- エアロスミス（1998年[注 33]、2000年、2002年、2004年）
- エルトン・ジョン（1998年[注 34]）
- クイーン（2020年、2024年）
- クイーン+ポール・ロジャース（2005年）
- サイモン&ガーファンクル（2009年）
- G-DRAGON（2013年）
- SEVENTEEN（2022年）
- セリーヌ・ディオン[注 35]（1999年）
- 東方神起（2013年、2015年、2018年、2020年）
- TOMORROW X TOGETHER（2024年、2025年）
- TWICE（2019年、2023年、2025年）
- バックストリート・ボーイズ（2001年）
- BIGBANG（2013年[注 36]、2014年、2015年、2016年、2017年）
- BTS（防弾少年団）（2019年）
- ビリー・ジョエル（1998年[注 37]、2006年）
- ポール・マッカートニー（2018年）
- ボン・ジョヴィ（2000年、2001年、2003年[注 38]、2006年、2008年）
- ルチアーノ・パヴァロッティ（1997年[注 39]）
- ローリング・ストーンズ（2006年）

### その他イベント
ナゴヤドームでは展示会や見本市、運動会などでの貸し出しを行っている。
1998年から2015年までは2年に一度の正月に『サークルKサンクスPresents テレビキャラクター夢ドーム』という特撮およびアニメーション関連のイベントが開催されていた。他にも『次世代ワールドホビーフェア』や『フラワードーム』などが毎年開催されている。また、AKB48グループ等の握手会・イベントの会場として利用・開催されていた。
駐車場でイベントが行われる場合もあり、シルク・ドゥ・ソレイユの『トーテム』が駐車場内に作られた仮設劇場にて公演されたケースもある。
また、2021年7月5日より、2階外野側コンコースが愛知県の新型コロナウイルスワクチン大規模集団接種会場として利用されている。
- 格闘技大会K-1も3度開催されている。
  - 1997年7月20日、第1回K-1 JAPAN GPナゴヤドーム大会『K-1 DREAM '97』開催。佐竹雅昭がK-1ジャパン初代王者に戴冠した。
  - 1998年7月18日、『K-1 DREAM '98 〜空手VSキック・7対7 全面対抗戦〜』開催（この模様はFNSの日で生放送された）。
  - 2003年12月31日、『K-1 PREMIUM 2003 Dynamite!!』開催。ボブ・サップ対曙戦が行われた。

#### 開催イベント
- 1997年8月10日、新日本プロレスによる興行『THE FOUR HEAVEN』（『IWGPジュニアヘビー級王座』・『IWGPタッグ王座』選手権）開催。
- 2005年3月12日、『NHKおかあさんといっしょ 弘道おにいさんとあそぼ!夢のビッグパレード』が開催され、佐藤弘道・タリキヨコらが出演した。
- 2011年2月19日、『東京ガールズコレクション in 名古屋』で初めてTGCがドーム開催され、翌年9月1日に第2回が行われた。
- 2012年2月17日 - 19日、『ONE PIECE』の世界を体感できる『史上最大のワンピースイベント! ワンピースドームツアー ファイナル』が開催された。
- 2015年9月22日 - 23日、『リアル脱出ゲーム×ONE PIECE 頂上戦争からの脱出名古屋公演』が開催された。
- 2018年6月16日、『AKB48 53rdシングル 世界選抜総選挙』の開票イベントが開催された。
- 1997年 - 2018年まで、毎年夏にエホバの証人の地区大会が開催されていた。
- 2019年12月4日、『Mnet Asia Music Award 2019』の開票イベントが開催された。

### ドームツアー
ドーム内施設を見学できる「ドームツアー」は開場からしばらくの間は実施されていたが、現在は開催されていない。その為ドーム内を見るには、何らかのイベントで入場するしかない。現状、5大ドームの中では唯一ドームツアーが開催されていない。

## プロ野球に関する出来事

### 略歴
- 1997年3月17日、初のオープン戦（対オリックス・ブルーウェーブ）が開催され、この試合が郭源治の引退試合となり豊山町出身のイチローをセンターフライに打ち取った。また同試合で大豊泰昭が2回裏に佐藤義則からソロ本塁打（対外試合における同球場初の本塁打）を打った。試合は1対1の引き分け。
- 1997年4月4日、最初のプロ野球公式戦（対横浜ベイスターズ）が開催され、1回裏に立浪和義が盛田幸妃から球団史上初の開幕戦初回先頭打者本塁打＝同球場第1号本塁打を打った。（なお同試合ではアロンゾ・パウエルも3回裏に同じく盛田からソロ本塁打＝同球場第2号（外国人選手としては第1号）本塁打を打っている。）山本昌が勝利投手となり、宣銅烈にセーブが記録された。この年、両投手はそれぞれ最多勝とセーブ王になっている。
- 1997年5月8日、中日対阪神戦において、スタンドの6カ所に雨漏りが発生[43]。
- 1997年7月26日、中日対巨人戦が台風による交通機関の乱れを考慮して中止となった[44]。ナゴヤドーム開場以来、初の開催中止であった。
- 1998年3月29日、オリックス主催による対中日のオープン戦が開催された。ナゴヤドームで中日がビジターチーム扱いとなった唯一の事例。
- 1998年5月12日、オリックス・ブルーウェーブ対千葉ロッテマリーンズ戦で、ロッテの攻撃中にフリオ・フランコがスイングしたバットが客席に飛び込み、顔面に直撃を受けた観客が負傷する事故が起きた。その前年には中日のアロンゾ・パウエルの折れたバットが客席に飛び込んだことがあったが、幸いにして怪我人は出ていなかった。
- 1999年9月30日、中日のセ・リーグ優勝決定の試合（神宮球場）、2004年9月30日の神宮球場の試合（この日は敗れて優勝せず）、2006年10月10日のセ・リーグ優勝決定の試合（東京ドーム）ではビジターでの試合だったため、ナゴヤドームでパブリックビューイングが実施された。1999年当時は入場料や整理券などが不要で、スタンドは超満員となる。優勝決定後はスタンドから観衆がグラウンドになだれ込み大混乱を起こした。こうした経緯から、2004年・2006年のパブリックビューイング開催時は「公式戦のチケットに添付する整理券が必要」などの対策を施すようになった。
- 1999年の日本シリーズで福岡ダイエーホークス（現・福岡ソフトバンクホークス）がここで優勝を決め、王貞治監督が胴上げされた。王監督はナゴヤドームで開場以来、レギュラーシーズン及びポストシーズンを通じて初の胴上げを経験した監督となった。
- 2000年9月12日、東海豪雨でドーム内が浸水し、中日対広島戦の開催が中止となった[44]。この前日の9月11日、平成12年台風第14号と秋雨前線による影響で大気の状態が不安定となり、名古屋市内で1時間93㎜という1891年の統計開始以来最高となる猛烈な集中豪雨が発生し、ドームが水没した。このため復旧に時間を要するとして11日のうちに試合の中止を決定したものである[45]。またグラウンドや選手・関係者向けの地下駐車場も冠水し岩瀬仁紀のキャデラック、地上に止めてあった種田仁のBMW、神野純一の日産・スカイラインGT-Rが水没した。
- 2001年8月19日、中日対ヤクルト戦の5回裏に中日の川上憲伸が打った本塁打が、ナゴヤドームで投手が打った初めての本塁打となった[46]。
- 2004年6月8日、中日対巨人戦では試合開始直前に停電となり、照明復旧まで時間がかかるために試合開始が15分遅れた。当初、原因は名古屋市北区にある変電所への落雷とされていたが、実際は特別高圧線にカラスが接触・感電したためであった。
- 2004年9月18日～19日、プロ野球ストライキのため中日対巨人戦が2試合とも中止となる[44]。
- 2004年10月1日、中日がセ・リーグ優勝をナゴヤドームで決め、落合博満監督が胴上げされた[47]。落合監督は、ドーム開場以来初めて胴上げされた中日の監督となった。
- 2004年度から2011年度まで、東海地区の読売ジャイアンツの応援団が活動を自粛、巨人側はトランペット・笛・太鼓による応援ができず、有志が手拍子とメガホンのみで応援をまとめていた。（但し、2010年のクライマックスシリーズにおいては応援団が出入りし、トランペット等で応援を行っていた。）
- 2005年8月16日、中日対巨人戦の8回の巨人の攻撃中に春日井市にある変電所への落雷により瞬間電圧低下で照明の50%が消灯。復旧まで38分間中断した[48]。中断の間中日のマスコットのドアラがグラウンドで飛んだり跳ねたりバク転したりというパフォーマンスを行なっていた。この日地上波での中継は21時24分まで延長枠が設けられていたが、試合再開を待たず定時（20時54分）で中継を終了している。
- 2006年9月16日、中日の山本昌が対阪神戦でナゴヤドーム初のノーヒットノーランを達成した。しかし、この試合の終了後に怒った阪神ファンがレフトスタンド付近の防煙垂壁を破壊している。
- 2006年10月15日、プロ野球生活24年目の川相昌弘の引退試合となったが、自身の持つ犠打世界記録を更新する通算533個目の犠牲バントを成功させた[49]。
- 2007年10月30日、日本シリーズ第3戦、1回裏の中日の攻撃中、後述する「ライブビジョン」に不具合が発生し、一時ビジョンそのものを消灯して試合を続行した（なお、ネット裏のサブボードは正常に作動）。その後簡易表示化するなど復旧に努めた結果、5回ごろにはビジョンの機能全ての復旧が完了した。原因はビジョンを操作するAV調整室からのデジタル信号が何らかの理由で受信側（ビジョンの制御装置）で受信できなかったことによるものと発表された。
- 2007年11月2日、日本シリーズ第5戦で中日が日本ハムに勝利し、1954年以来53年ぶりの日本一となった。（2007年日本シリーズ完全試合リレーの項も参照のこと。）
- 2008年3月29日、楽天とのオープン戦で満員御礼。観客は38,021人。試合結果は5-3で楽天が勝利した。
- 2008年4月6日、中日対ヤクルト3回戦で中日の中村紀洋が放った本塁打がナゴヤドーム通算1000号本塁打となった[50]。
- 2010年1月6日、立浪和義の功績を称え球団公式ファンクラブとしての初の主催行事「立浪選手に感謝する会」が行われた。
- 2010年2月27日、ロッテとのオープン戦（ナゴヤドームでの同年最初のオープン戦）は球団史上7人目（郭以来）の引退記念試合（試合名称・立浪和義引退試合）を兼ねて行われた。
- 2010年7月11日、中日対巨人12回戦[51]の試合開始前に開催された「スピードボールコンテスト」で、当時三重中京大学2年生の則本昂大（19歳）が[52]、中日の応援ユニフォーム[注 40]を着用して参加し、開場以来史上最速となる球速143km/hを記録[51]。「スピードガンコンテスト」には、当時中日の選手だった岩瀬仁紀も愛知大学時代に参加したことがあり、則本はそれを聞いて参加を決意したという[51]。
- 2010年11月6日、日本シリーズの第6戦（対ロッテ）は2-2の同点で延長戦に突入した。ところが同点のまま15回裏に入り、23:53に引き分けで終了した。なお、日本シリーズでの引き分けは1986年以来24年ぶりの出来事で、日付が変わる直前まで続いた日本シリーズも史上初となった。
- 2012年4月17日、中日 - 巨人戦で8年間活動の自粛を余儀なくされていた巨人の私設応援団の自粛が解かれた[注 41]。
- 2014年8月13日、中日対DeNA戦の1回裏に中日の先頭打者・大島洋平が放った外野フライを追いかけたDeNAの左翼手・筒香嘉智と中堅手・梶谷隆幸が激突し、筒香は頭から地面に叩き付けられたために起き上がれず、その場で診察した医師の判断により、グラウンド内に救急車が直接乗り入れて病院へ搬送された。救急車は左翼フェンスの一部の扉を開放して出入りした[53]。
- 2017年6月3日、中日対楽天のセ・パ交流戦の4回裏に中日の荒木雅博が楽天の美馬学投手から右前安打を放ち、 史上48人目（中日の生え抜き選手では4人目）となる通算2000本安打を達成した[54]。
- 2017年8月30日、中日対DeNA戦の7回裏に中日の高橋周平がDeNAのエドウィン・エスコバー投手から左翼線にナゴヤドーム開場以来初となるランニング本塁打を放った[55]。
- 2018年7月6日、当日予定の中日対東京ヤクルトスワローズ12回戦が降り続いた大雨の影響でヤクルト側の用具の到着が大幅に遅れたため、開催の目途が立たなくなり中止となった。ナゴヤドームでのプロ野球公式戦中止は上記の1997年7月、2000年9月と選手会のストにより開催されなかった2004年9月18日・19日の中日対巨人戦以来4度目であった。なお、用具の配達遅延により中止となったのも1979年7月13日の日本ハム対南海戦（後楽園）以来、39年ぶりであった[44]。
- 2018年9月30日、台風24号接近のため、中日対阪神戦が中止となった。ナゴヤドームで年間2試合が中止になったのは2004年の選手会のスト以来で、気象に関する要因では初めてである。なお、振替試合はクライマックスシリーズ1stステージ第1戦と同日の10月13日に開催された。クライマックスシリーズ中にシーズン消化試合を行うのは初めて。
- 2020年9月9日、読売ジャイアンツの坂本勇人がナゴヤドーム史上初の1試合3本塁打を記録[56]。
- 2022年3月30日、中日対DeNA2回戦の4回裏に中日の鵜飼航丞が放った本塁打がバンテリンドーム通算2000号本塁打となった[50]。
- 2022年7月22日 - 24日、3日間開催予定だった中日対巨人が、巨人の選手・コーチ・チームスタッフの計67人[注 42]が新型コロナウイルス感染症の陽性判定を受け、チーム編成が困難と判断されたため、全戦延期となった[57][58]。
- 2023年8月15日、中日対巨人戦が台風7号が東海地方に接近し、交通機関が運休していることや観客の安全などを踏まえ中止になった[59]。
- 2024年8月30日 - 9月1日、3日間開催予定だった中日対DeNAが台風10号の影響で、30日の東海道新幹線一部運休が発表され、DeNAの選手・スタッフが名古屋へ移動できないことや観客の安全などを踏まえて全戦中止となった。なお3連戦全てが台風によって中止となるのはナゴヤドーム開場以来初となった[60]。

### エピソード
阪神タイガースがこの球場での敗戦率が極めて高いことでも知られる。1997年の開場以来、2022年の時点で勝ち越しは5度、負け越しは19度記録している。

## 交通機関

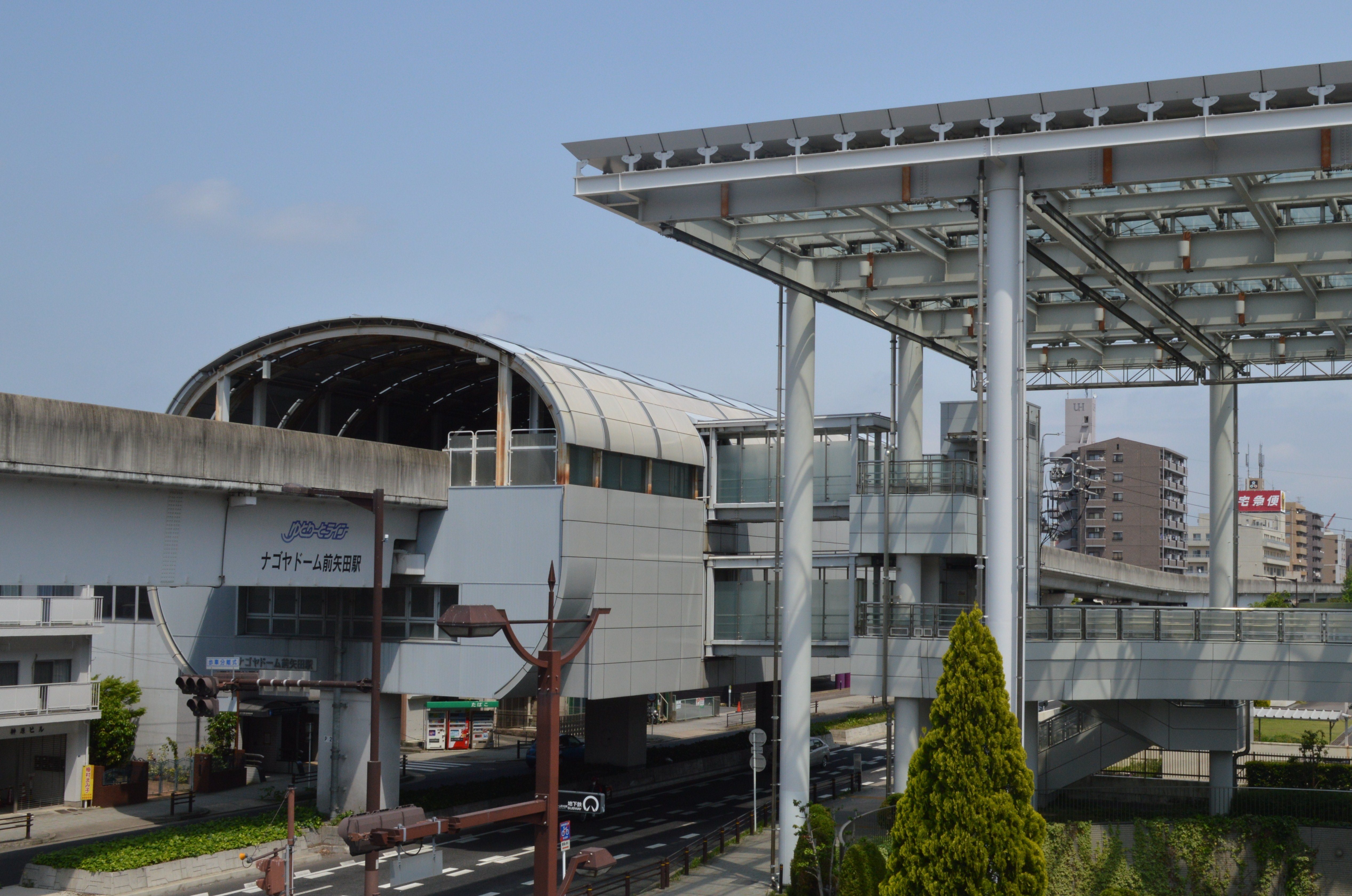
ナゴヤドーム前矢田駅

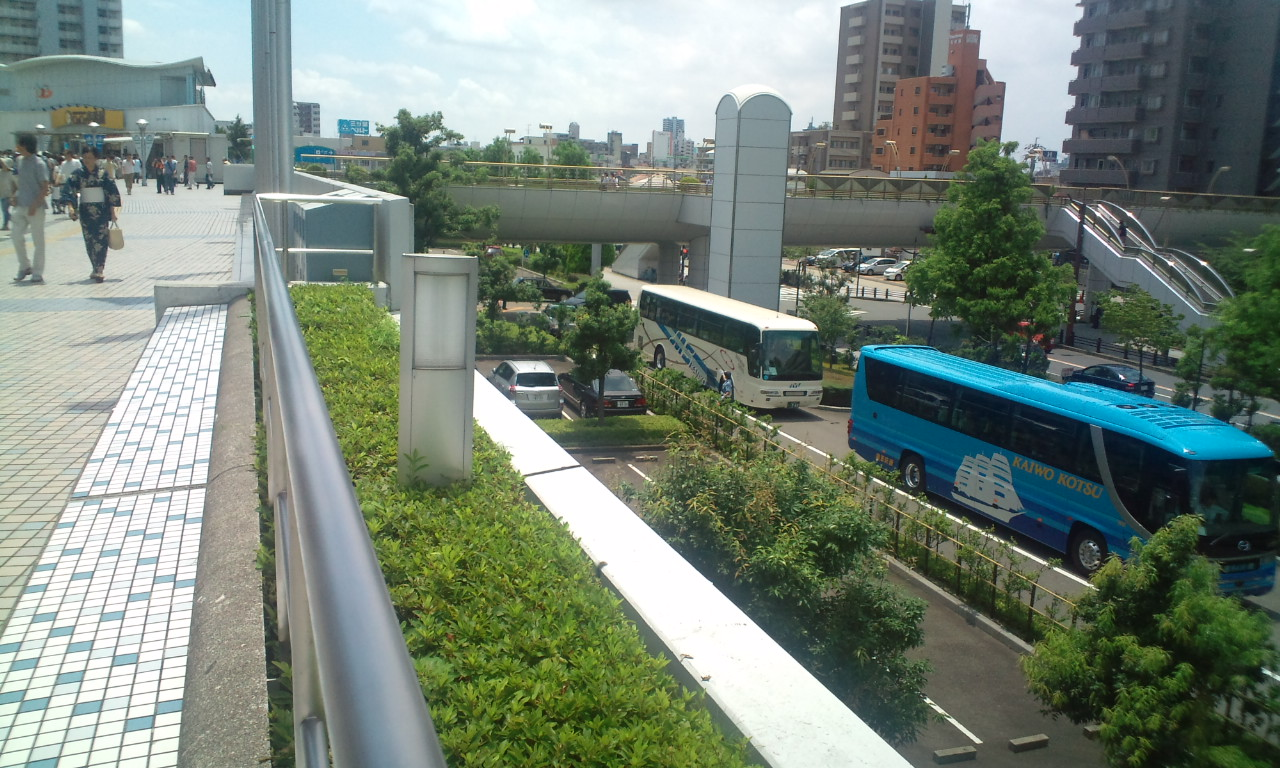
ナゴヤドーム周辺の様子

### 鉄道
- 名古屋市営地下鉄 名城線・名古屋ガイドウェイバス ガイドウェイバス志段味線（ゆとりーとライン）
  - ナゴヤドーム前矢田駅 徒歩約5分

徒歩約5分の距離であるが、プロ野球の試合やコンサート終了後など、混雑時には15分以上を要することがある。
同駅1番出入口からルートのデッキには屋根が付いており、雨に濡れることなくドームまで来ることが出来る（これはほっともっとフィールド神戸を含む、日本プロ野球の本拠地球場ではナゴヤドームのみである）。
当初予定されていた駅名は「矢田」で、「ナゴヤドーム前」となっているのはナゴヤ球場の最寄駅（現:山王駅）が「中日球場前」「ナゴヤ球場前」であったことに由来する。なお、名古屋市営地下鉄の駅名は、施設・建造物の最寄り駅であっても「前」をつけないことが通例で、「前」がつくのは当駅のみである。
ナゴヤドームの地下には名古屋市営地下鉄の名城線・名港線の車両基地として使用されている大幸車庫の敷地の一部が存在している。この車庫にはプロ野球やコンサート等といったイベント開催時の混雑に備えて車両が多数留置されており、同駅始発の臨時列車はすべてこの車庫から回送されている。
- JR中央本線・名古屋市営地下鉄名城線・名鉄瀬戸線・名古屋ガイドウェイバスガイドウェイバス志段味線（ゆとりーとライン）
  - 大曽根駅 徒歩約15分

同駅はナゴヤドーム前矢田駅に次ぐもうひとつの最寄り駅としての性格を有しており、駅構内には同駅からナゴヤドームまでの距離と徒歩による所要時間を示すものや、帰りの切符の事前購入を推奨する案内表示が見受けられる。JR大曽根駅の南口にはバンテリンドーム口（ナゴヤドーム口）という愛称が付けられている。このほかに大曽根駅の西側からイオンモールナゴヤドーム前行きの無料シャトルバスも利用可能。
- 名鉄瀬戸線
  - 矢田駅 徒歩約10分

同駅は住宅地の中にある普通停車駅であり急行や準急は通過するため、同線での来場者には大曽根駅使用を推奨している。また、尾張瀬戸方面ホームからナゴヤドームへは大きく迂回する必要があるためこれより時間がかかる。
2000年にナゴヤドーム前矢田駅が開業するまでは同駅が事実上の最寄り駅だった。

### バス
- 名古屋市営バス
  - 吹上11・千種13・東巡回系統 矢田南三丁目・矢田南四丁目停留所（南方面のみ） 徒歩約5分
- 名古屋市営バス・名鉄バス（基幹バス）
  - 基幹2号系統・基幹本地ヶ原線 萱場・古出来町停留所 徒歩約7分（中日外野応援席の玄関となる7番ゲートに最も近い）

このほかに、ナゴヤドーム前矢田駅近くにある大幸停留所からもアクセス可能。

### タクシー
- ナゴヤドーム内にタクシー乗り場あり。

周辺道路で客待ちをしているタクシーもあるがこれらは違法駐車である。
プロ野球開催時は駐車場から出る車やタクシーなどで周辺道路が混雑することが多い。

### 自家用車
- ナゴヤドーム内に駐車場あり。一般車が駐車可能な「地下駐車場」には関係者専用の駐車エリアもあり、ドーム南側にある専用の出入り口（一般車用の出入り口は西側。ビジター球団のバスもここから出入りする）を介して中日の選手・コーチ陣が自家用車で出入りしている。料金はイベントにより異なる。中日戦開催時は1台2,500円で、事前にチケットぴあ、または中日新聞販売店で駐車券を購入する必要がある。ぴあでの前売り時には「一般席」（球団営業部が取り扱う席種）「プライム席」（ナゴヤドーム営業部が取り扱う席種）と共に「駐車券」という形で当該試合の前売り開始日より購入が可能となる。
- ナゴヤドームの北西に位置する駐車場は団体バス専用で、コンサート開催時は簡易的なグッズ売り場が展開されるほか、シルク・ドゥ・ソレイユの名古屋公演においては、ここにテントが設営される。
- イベントが開催されない日は30分／300円で利用可能（イベントのない日に｢プリズマクラブ｣「チケット売場」を利用する場合は、3時間まで無料となる）。
- イベントが開催される日の利用を想定していない為に（公共交通機関の利用を強く促している）、コンサート開催日はナゴヤドームへ車による来場は出来なかったが、2016年（平成28年）よりタイムズナゴヤドーム南駐車場も利用出来るようにした事から、公式サイト上のアクセスページがリニューアルされた。

### バイク・自転車
- バイク、自転車用の駐輪場はイベント時も無料で使用可能。

## 運営企業

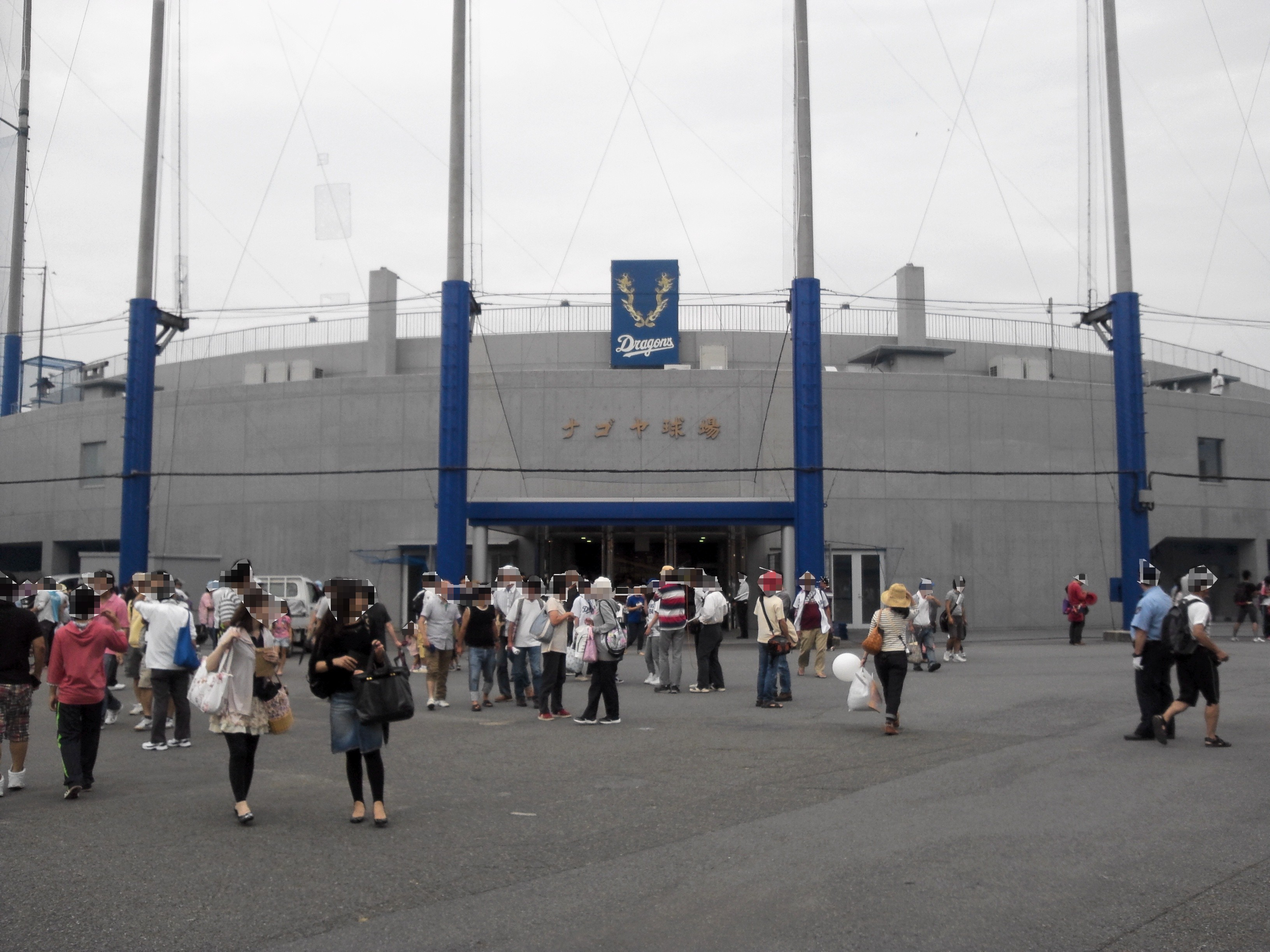
ナゴヤ球場

ナゴヤドームの運営企業である「株式会社ナゴヤドーム」は、元々1973年に発生した中日スタヂアム事件によって経営破綻した「株式会社中日スタヂアム」（当時中日ドラゴンズの本拠地球場だった中日スタヂアムの管理・運営会社）に代わる受け皿企業「株式会社ナゴヤ球場」として1975年10月1日付けで中日新聞社をはじめとした地元財界の共同出資によって設立された。これを機に、球場名もナゴヤ球場へ変更して営業を本格開始した。
1997年1月1日からナゴヤドームの営業開始に当たり、社名も「株式会社ナゴヤドーム」とし、ナゴヤドームと二軍のホームスタジアムとして引き続いて使用されることが決まったナゴヤ球場の2ヶ所を運営することとなった。その為、オフィスはナゴヤドーム（本社）とナゴヤ球場の2ヶ所に置いている。
中日ドラゴンズ共々中日新聞社のグループ企業である。また、2004年頃より白井文吾（中日新聞社会長）が株式会社ナゴヤドーム社長（2004年頃就任）と中日ドラゴンズオーナー（2000年より、大島宏彦の後任）を兼務しており、事実上両者の経営は一体となっている。中日ドラゴンズは株式会社ナゴヤドームの経営支援のため、年間40億円以上の球場レンタル料を支払っている。2018年12月25日には中日ドラゴンズの球団事務所が中日ビルからナゴヤドーム敷地内（最も南東側・旧駐車場の一部）に移転した。
なお、ナゴヤドームは2020年7月1日現在、三重テレビ放送の株式32.8％を保有する筆頭株主である。

### 会社概要
- 設立年月日 - 1975年10月1日
- 代表者 - 大島宇一郎（代表取締役社長）

オフィス所在地
- 本社 - 〒461-0047 愛知県名古屋市東区大幸南一丁目1番1号
- ナゴヤ球場事務所 - 〒454-0022 愛知県名古屋市中川区露橋二丁目12番1号

事業内容
- 野球場及び付属施設の管理・運営。
- 球場内での物品販売・在庫管理・商品開発。

など

## 備考
- ナゴヤドーム着工以前にも、名古屋市にはドーム球場の建設構想が存在した。1979年、名古屋に本社を置く陶磁器・砥石メーカーの日本陶器（1981年より、ノリタケカンパニーリミテド）が、日本初の本格的ドーム球場でありナゴヤ球場に代わるドラゴンズの本拠地球場として、名古屋市西区則武新町（本社工場跡地。現在のノリタケの森。）に「ノリタケドーム」の建設計画を発表[66][67]。1980年3月24日に現況調査計画書、1981年4月27日に環境影響評価準備書それぞれの届出が行われたが、計画を積極的に進めていた岩田蒼明会長（当時）や杉本悌二郎社長（当時）が相次いで死去した事、名古屋五輪招致失敗が追い打ちとなって、1984年1月26日に指定事業廃止届が出され中止となった[68]。
  - その後、2024年から、同球場の1・3塁側のファウルライン沿いに、ノリタケのローマ字ロゴ「Noritake」を掲示するフィールド広告に協賛することになった[69]。
- 2Fオープンデッキ 1番ゲート付近に東京オリンピックのゴールドポスト（第31号）が設置されている（ゴールドポストプロジェクト[70]）。